# Rudi van Maanen
Rudolf Cornelis Johannes (Rudi) van Maanen (Utrecht, 21 december 1944) is een Nederlands historicus en archivaris.
33
Van Maanen bezocht het Stedelijk Gymnasium in Utrecht, waarna hij geschiedenis ging studeren aan de Universiteit Utrecht. Aansluitend volgde hij de postdoctorale archiefopleiding aan de Rijksarchiefschool, toen nog gevestigd in Utrecht. Van 1971 tot 2006 was hij werkzaam bij het Gemeentearchief Leiden. Eerst als 'adjunct chartermeester' en later als 'adjunct-gemeentearchivaris'. In het verlengde van zijn werk bij het Gemeentearchief promoveerde Van Maanen op 30 november 2000 op zijn proefschrift Inventaris van het Stadsarchief van Leiden (1359) 1816-1929 (1963).
Vanaf 2002 was Van Maanen tevens aangesteld als (bijzonder) hoogleraar Stadsgeschiedenis (in het bijzonder van Leiden) aan de Universiteit Leiden. Op 14 mei 2004 hield hij zijn inaugurele rede met als titel Doorgaande beweging. Inmiddels is hij met emeritaat.
Van Maanen publiceert regelmatig; een van zijn belangrijkste publicaties was als hoofdredacteur en mede-auteur het vierdelige standaardwerk Leiden. De geschiedenis van een Hollandse stad.
Bij zijn afscheid als adjunct-gemeentearchivaris ontving Van Maanen de Jan van Houtpenning en werd hem een Liber amicorum (Erudiete overpeinzingen. Bijdragen over de stad en zijn omgeving bij het afscheid van Rudi van Maanen) aangeboden.
- Bibsys: 1026879
- Bibliothèque nationale de France: cb155163037 (data)
- Digitale Bibliotheek voor de Nederlandse Letteren: maan009
- Gemeinsame Normdatei: 173402380
- International Standard Name Identifier: 0000 0003 7427 4066
- Library of Congress Control Number: nr90019411
- Nederlandse Thesaurus van Auteursnamen: 068042248
- Système universitaire de documentation: 194132390
- Virtual International Authority File: 10154469
- WorldCat: E39PBJt8jRX7k9kdD3HMBRJMT3